# Marschrutka

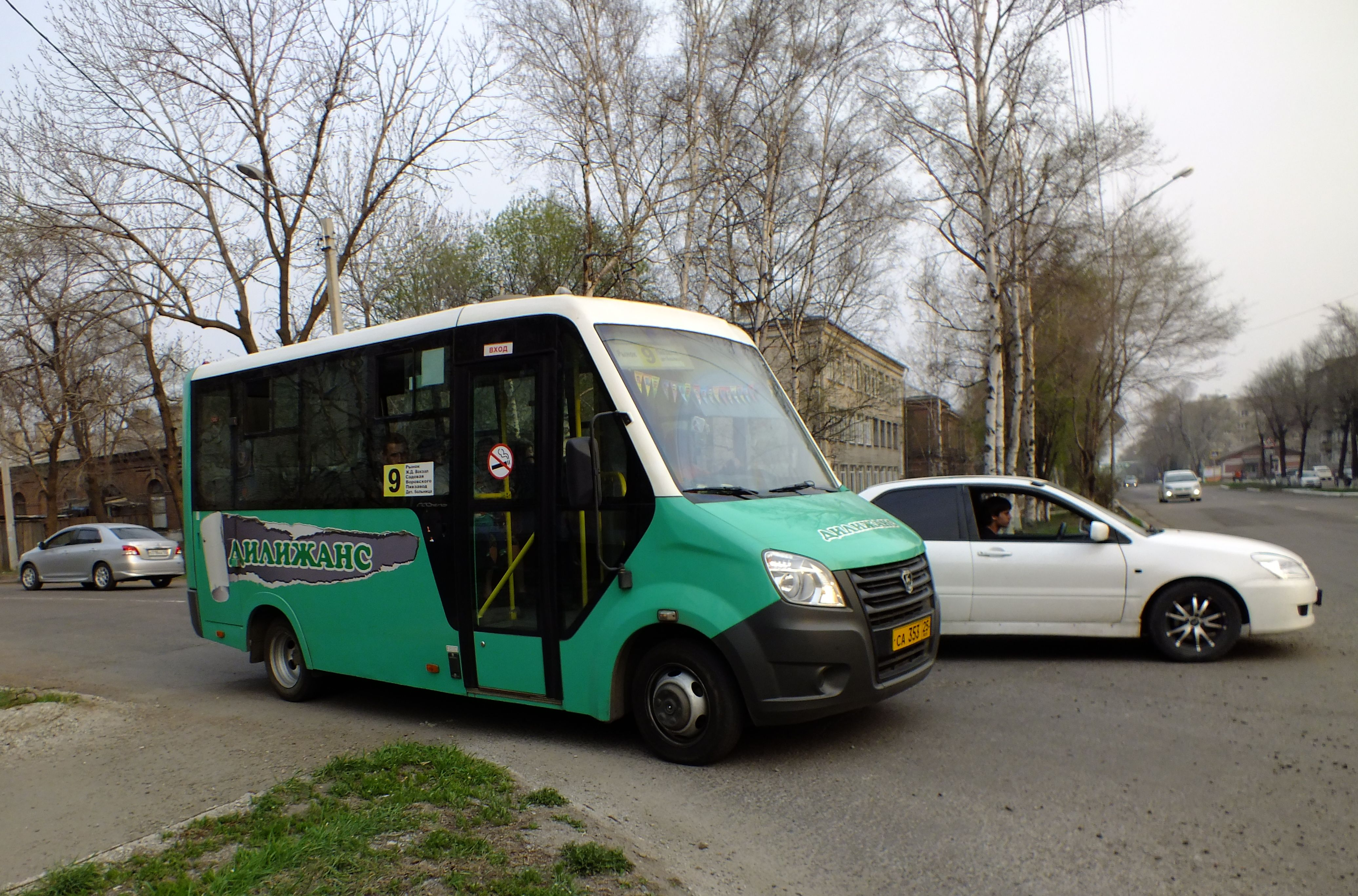
Eine moderne Marschrutka aus russischer Herstellung (GAZelle NEXT) in der Region Primorje, Russland

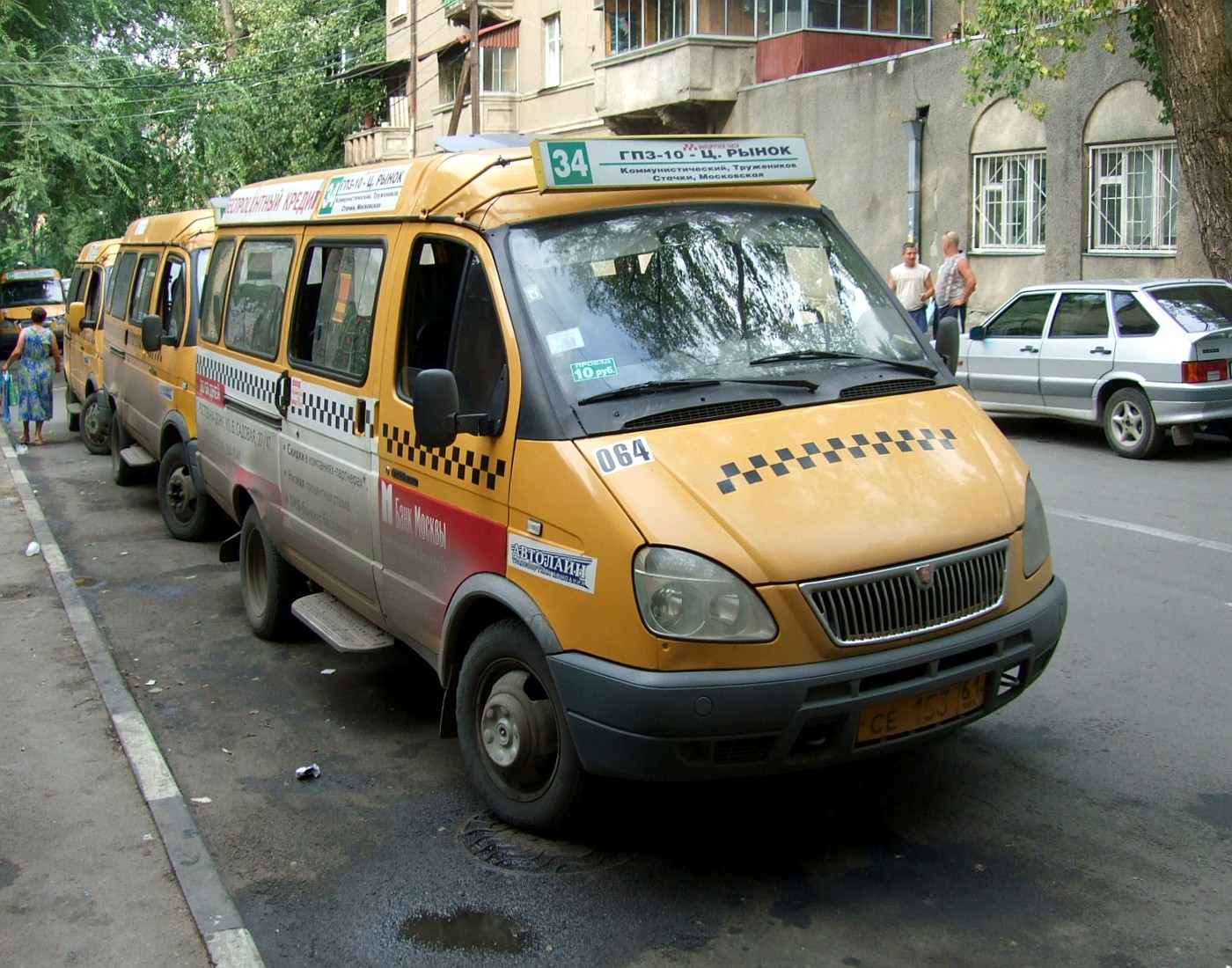
Eine Marschrutka in Rostow am Don, Russland

Marschrutki im Marschrutkabahnhof im 12. m/r in Bischkek, Kirgisistan

Eine Marschrutka wird angehalten. Bischkek, Kirgisistan

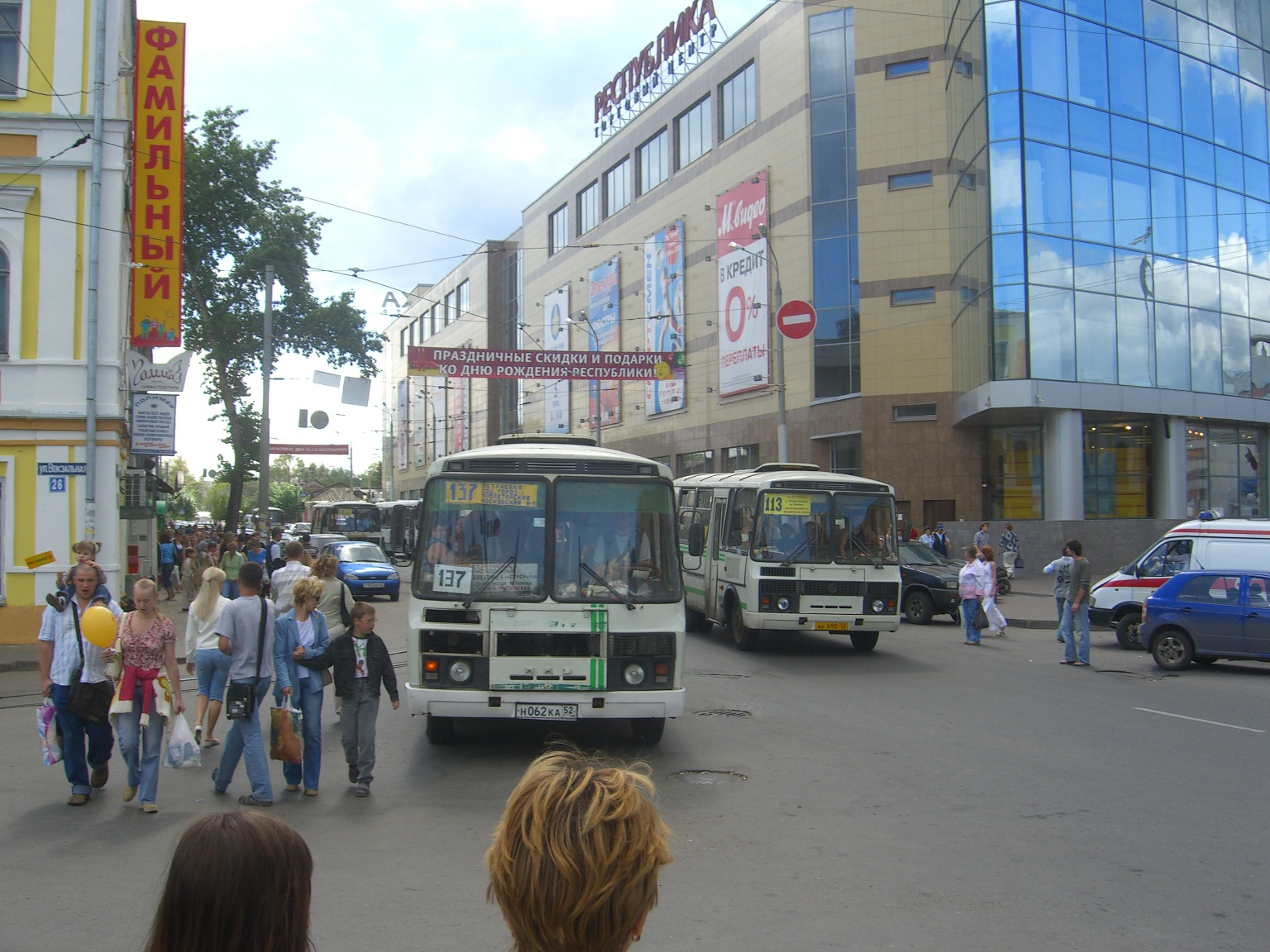
Zwei russische Marschrutki (Typ PAZ-3205) in Nischni Nowgorod, Russland

Marschrutka (russisch Маршрутка, feminin; Plural Marschrutki, eingedeutscht auch ‚Marschrutkas‘; Kurzform von Маршрутное такси, zu Deutsch: Routentaxi) ist die russische Bezeichnung für Kleinbus-Sammeltaxis, die in vielen Nachfolgestaaten der Sowjetunion verkehren, so beispielsweise in Russland, in der Ukraine, in Lettland, in Usbekistan, in Litauen, in der Republik Moldau, in Georgien und in Kirgisistan. Die offizielle Bezeichnung lautet Marschrutnoje taksi, wörtlich „Linientaxi“. Aus dieser Langform entwickelte sich die heute auch offiziell gebräuchliche Kurzform. In sich stärker vom Russischen als ehemaliger Amtssprache emanzipierenden Staaten wie Georgien ist auch die Bezeichnung Minibus gebräuchlich.
Der Begriff Marschrutka stammt vom deutschen Wort „Marschroute“ ab. Dieses Kompositum wiederum stammt aus dem Französischen, sowohl Marsch als auch Route sind im Deutschen Lehnwörter.

## Konzept
Marschrutki sind meist privat betriebene Sammeltaxis im Linienverkehr, die eigene Liniennummern tragen und den öffentlichen Personennahverkehr ergänzen. Sie sind besonders auf längeren Distanzen schneller als die klassischen kommunalen Verkehrsmittel – wegen dieses Vorteils und ihrer kleineren Bauart aber oft schon kurz nach der Abfahrt voll besetzt. Sie halten dann nur noch dort, wo Fahrgäste aussteigen wollen und somit Sitzplätze frei werden. Der Passagier muss dem Fahrer dabei durch Zuruf Bescheid geben, wo er aussteigen möchte. Stehplätze werden oft, aber nicht immer angeboten.
Nach einem ähnlichen Konzept verkehren auch die Dolmuş genannten Sammeltaxis in der Türkei und die Louage genannten Sammeltaxis in Tunesien.

## Vor- und Nachteile
Größter Vorteil der Marschrutki ist – zumindest in den Orten, wo dies nicht reglementiert wird –, dass sie von jeder beliebigen Stelle am Straßenrand aus angehalten werden können, ohne dass die Passagiere vorher eine Haltestelle aufsuchen müssen, und dass sie auch entlegenste Orte und touristische Sehenswürdigkeiten bedienen. Im Gegenzug gelten sie als unfallgefährdet, weil Marschrutki nicht überall Busfahrstreifen oder Bushaltebuchten benutzen. Sie halten stattdessen auf Zuwinken eines potentiellen Fahrgasts – unerwartet für nachfolgende Individualverkehrsteilnehmer – am Straßenrand an. Darüber hinaus fallen die Fahrer des Öfteren durch eine für westeuropäische Verhältnisse sehr riskante und gegenüber Fußgängern und Privat-PKWs rücksichtslose Fahrweise auf.
Bei der häufigen Überfüllung sind Fahrten für stehende Passagiere, besonders ab einer Körpergröße über 1,70 m, äußerst unbequem.

## Tarif
Das Beförderungsentgelt – in der Regel etwas höher als in einem Omnibus, einem Oberleitungsbus oder einer Straßenbahn – bezahlt man innerhalb der Stadt sofort, bei Überlandfahrten erst beim Ausstieg. Eine generelle Regel zum Bezahlungszeitpunkt existiert nicht. Der Fahrpreis muss in Russland aushängen, in anderen GUS-Staaten findet man ihn manchmal auf einem Zettel an einem der Fenster, teilweise muss der Tarif beim Fahrer erfragt werden. Üblich ist es, in vollen Marschrutki den Fahrpreis unaufgefordert und passend abgezählt über andere Passagiere nach vorn zum bereits abfahrenden Fahrer durchreichen zu lassen. Anderenorts, beispielsweise in der georgischen Hauptstadt Tiflis, wo alle Fahrzeuge von einer staatlich konzessionierten Firma betrieben werden, ist es üblich, den einheitlichen Fahrpreis beim Aussteigen zu entrichten. Fahrkarten werden nicht immer ausgegeben. 
Seit der Auflösung der Sowjetunion werden die Lizenzen an privatwirtschaftliche Unternehmer vergeben. Durch die je Bus vergebene Lizenz wird die Konkurrenz um Fahrgäste und damit Einnahmen zwischen den verschiedenen Fahrern auf einer Linie gefördert.

## Fahrzeuge
Die Daimler-AG-Tochter EvoBus Russland hat im Januar 2005 im russischen Kolomna die Produktion von „Mercedes-Marschrutki“ aufgenommen. Für das Jahr 2005 waren 200 bis 240 Fahrzeuge geplant, für die folgenden Jahre war eine Erhöhung auf bis zu 500 pro Jahr geplant. Importierte Fahrzeuge dieser Klasse kosten rund 55.000 Euro, die in Russland montierte „Mercedes-Marschrutka“ 45.000 Euro.
Für umgerechnet 15.000 Euro kaufen Marschrutki-Lizenznehmer den zuerst in Nischni Nowgorod produzierten Kleinbus GAZel (GAZ-32213 und verwandte) mit Zwei-Liter-Ottomotor des Pkw Wolga und bis zu 15 Sitzplätzen. Deshalb ist in vielen Städten Russlands dieser Typ eine verbreitete Marschrutka, wie auch Gebraucht-Kleinbus-Importe aus Deutschland und der Europäischen Union. In Georgien überwiegen gebrauchte Mercedes Sprinter, mit denen auch unbefestigte Wege und das Bergland befahren werden. 
Die Konzessionen werden auch für größere Busse vergeben, so sind Higer Bus, Isuzu-Bogdan, Hyundai-County und PAZ-Busse nicht selten benutzte Fahrzeuge in vielen Städten Russlands. Diese haben 20 bis 30 Sitzplätze. Oft werden auch neue Ford Transit Euroline als Marschrutka benutzt, die bis zu 17 Passagieren Platz bieten. GAZel entspricht in der russischen Schreibweise dem Wort für Gazelle. Diese Bezeichnung wird wegen der großen Verbreitung in einigen Orten mittlerweile für Marschrutki jeglichen Typs verwendet. Im asiatischen Teil Russlands werden auch gerne koreanische (seltener japanische) Kleinbusse verwendet, etwa von Ssangyong. In der Ukraine fahren einige umgebaute Fahrzeuge aus Beständen der Deutschen Post.
Teilweise läuft in Marschrutkas in Moskau auf Flachbildschirmen der Werbekanal „Marschrutka-TV“.